# Балка Купрієва
Балка Купрієва (рос. б. Куприева) — балка (річка) в Україні у Синельківському районі Дніпропетровської області. Права притока річки Чаплина (басейн Дніпра).

## Опис
Довжина балки приблизно 21,58 км, найкоротша відстань між витоком і гирлом — 19,89 км, коефіцієнт звивистості річки — 1,08. Формується декількома балками та загатами. На деяких ділянках балка пересихає.

## Розташування
Бере початок у селі Володимирівка. Тече переважно на північний захід через село Миколаївку і на південно-східній околиці села Чумаки впадає в річку Чаплину, ліву притоку Самари.
Населені пункти вздовж берегової смуги: Русакове.

## Цікаві факти
- У селі Володимирівка балку перетинає автошлях Т 0431[2] (автомобільний шлях територіального значення у Дніпропетровській області. Пролягає територією Петропавлівського та Межівського районів через Першотравенськ — Васильківське — Володимирівка — Солоне. Загальна довжина — 24,9 км.).
- У XX столітті на балці існувало декілька газгольдерів та багато газових свердловин[1].